# Nadezhda Oremburgo

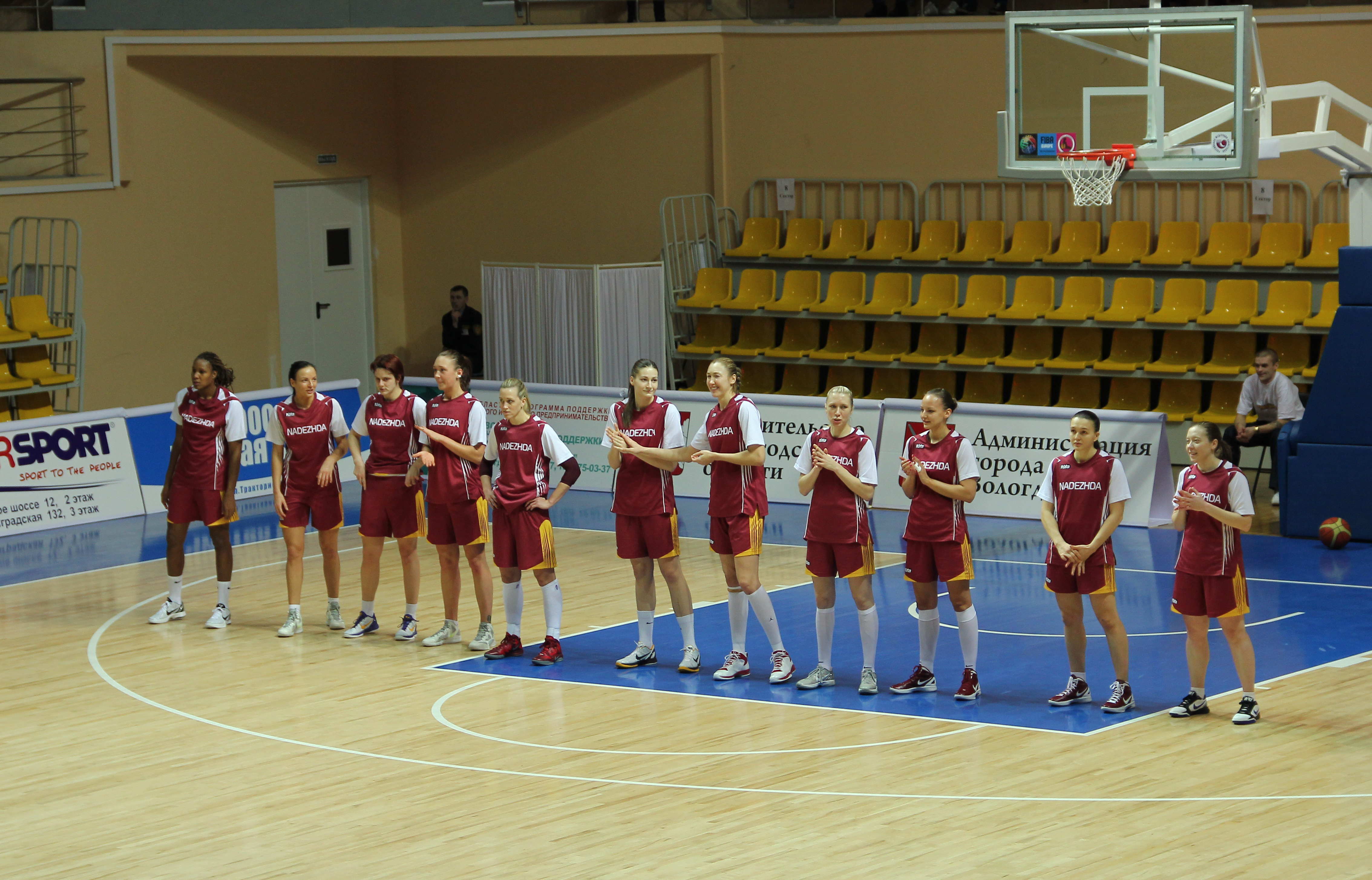
Se muestra a las jugadoras del equipo Nadezhda Oremburgo

El Nadezhda Oremburgo es un club de baloncesto femenino ruso. Viste de blanco y rojo, y juega en la Liga rusa, en el Pabellón Deportivo de Oremburgo.
Fue fundado en 1994. En 2009 debutó en la Euroliga (donde su mejor resultado son los octavos de final), y al año siguiente llegó a la final de la Eurocopa, que perdió. Su mejor resultado en la liga rusa son tres 3os puestos, y en la Copa dos subcamponatos.

## Títulos
- Copa Europea Femenina de la FIBA: Campeón en 2019
- Eurocopa: Subcampeón en 2010
  - Final 2010: Perdió contra el Athinaikos AS a doble partido (ganó 57-65 en Oremburgo y perdió 53-57 en Atenas)
- Copa: Subcampeón en 2011, 2012

## Plantilla 2013-14
- Bases:  Anna Cruz (1,76), Tatiana Burik (1,66)
- Escoltas:  Zoi Dimitrakou (1,87), Natalia Zhedik (1,84), Kelly Miller (1,78)
- Aleras: Olga Ovcharenko (1,86)
- Ala-pívots: Marina Kuzina (1,94), Alexandra Tarasova (1,94),  Dewanna Bonner
- Pívots: Natalia Anoikina (1,96), Zhoselina Maiga (1,93),  Glory Johnson

Entrenador:  George Dikeoulakos